# Municipio de Tlalmanalco
El municipio de Tlalmanalco (del náhuatl: tlalli, manalli, co ‘tierra, aplanada o allanada, lugar’‘ lugar de tierra aplanada o nivelada’) es uno de los 125 municipios del Estado de México, localizado al suroriente de dicha entidad federativa mexicana. Es uno de los municipios más grandes del estado colindando con varios municipios de Puebla. 
Durante su época prehispánica fue uno de los cuatro Estados Mayores de Chalco llamado Tlalmanalco / Tlacochcalco.
Fue declarado Pueblo con Encanto por el Gobierno del Estado de México, el día 14 de noviembre del 2018.
El escudo actual que distingue al municipio representa al centro la tierra que ha sido nivelada y sobre ésta se erige una pirámide que da cuenta de la antigüedad prehispánica del lugar, bordeado por cerros según se representaban en los antiguos códices.

## Historia
La aldea de San Lorenzo Tlamiminolpan, con restos arqueológicos del horizonte formativo que datan del 3100 al 600 a. C., fue habitada por diversos grupos como los Xochteca, Cocolca, Olmeca-Xicallanca y Quiyahuizteca hasta el siglo XIII d. C. Los Toltecas-Chichimecas expulsaron a estos grupos de la cuenca de México en ese periodo. Los Nonohualcas, parte de los Chalcas, fundaron el altépetl de Tlalmanalco en 1336, formando la confederación chalca llamada chalcayotl, compuesta por Tlalmanalco, Amaquemecan, Chimalhuacán y Tenango Tepopollan. Los Chalcas fueron los últimos pueblos dominados por los Mexicas, siendo derrotados en 1465 y convirtiéndose en tributarios de Moctezuma II hasta la llegada de los españoles.
Durante la colonia, Tlalmanalco fue área de reclutamiento forzoso de mano de obra hasta 1633. La fundación española ocurrió en 1525 por fray Juan de Rivas, quien encabezó la evangelización con la llegada de 12 frailes franciscanos.
En el siglo XIX, la región experimentó un cambio de campesinos a obreros con el impulso industrial, destacando la fábrica de papel de San Rafael, considerada la más importante de México y América Latina de 1930 a 1970. Aunque fue ocupada por zapatistas en 1914, la producción se reanudó en 1920. La lucha revolucionaria también llevó a los pueblos del municipio a solicitar tierras para formar ejidos.

## Geografía

### Localización y extensión
El municipio de Tlalmanalco se localiza en las coordenadas geográficas Longitud 98°51′20.16″ O  98°37′39.0″ O, Latitud 19°8′56.76″ N  19°15′53.28″ N. Su superficie territorial es de 158.76 km² equivalentes a un 0.743 % de la superficie total de la entidad. Limita al norte con los municipios de Chalco e Ixtapaluca, al sur con el municipio de Amecameca y Ayapango, al poniente con Cocotitlán, Temamatla y Tenango del Aire y al oriente con el municipio de Huejotzingo del estado de Puebla, siguiendo la línea del parteaguas occidental del volcán Iztaccíhuatl.
Este municipio se encuentra en las proximidades del volcán Iztaccíhuatl, por lo que abunda la vegetación sobre un relieve topográfico muy accidentado, con importantes cambios de altura y específicamente en la localidad de San Rafael, ya que se encuentra asentada en una cañada o barranca del sistema orográfico de la Sierra Nevada. Ahí también se localizan el cerro denominado El Faro y el río Apipitza proveniente de los deshielos del Iztaccíhuatl.

## Demografía

### Población
Conforme al Censo de Población y Vivienda 2020,  realizado por el Instituto Nacional de Estadística y Geografía (INEGI), el municipio de Tlalmanalco tenía hasta ese año un total de 49,196 habitantes, de ellos, 23,574 eran hombres y 25,662 eran mujeres.

### Localidades
El municipio de Tlalmanalco está integrado por 49 localidades, de ellas sólo cuatro —incluyendo a la localidad cabecera— superan los 2500 habitantes. Considerando su población según el censo de 2020, las principales localidades son las siguientes:
| Localidad                  | Población |
| Total Municipio            | 49,196    |
| San Rafael                 | 22,357    |
| Tlalmanalco de Velázquez   | 14,518    |
| San Juan Atzacualoya       | 3,240     |
| San Lorenzo Tlalmimilolpan | 2,853     |
| Santa María                | 2,596     |
| Santo Tomás Atzingo        | 2,314     |
| San Antonio Tlaltecahuacán | 1,270     |

## Centros turísticos
El municipio posee sitios arqueológicos de interés turístico entre los que destacan las iglesias y conventos de la época colonial que son vestigios de la evangelización franciscana; como ejemplo de estos sitios se encuentran, en la cabecera municipal, el ex convento franciscano, la capilla abierta, la parroquia de San Luis obispo de Tolosa, Museo Comunitario Nonohualca, Antiguo Hospital Betlemita y la Casa de Cultura Xochipilli.

### Capilla abierta

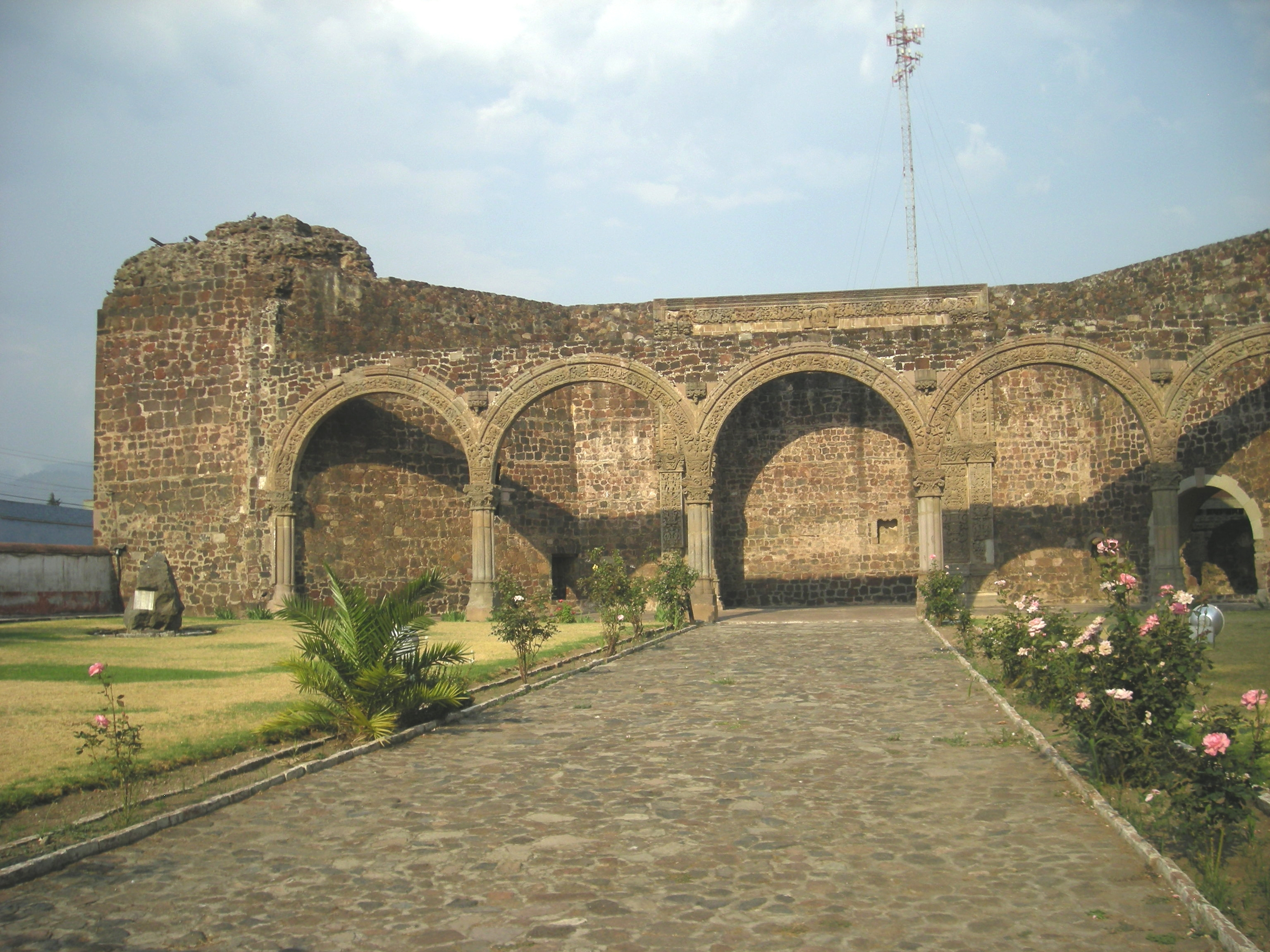
La capilla abierta.

La capilla abierta de Tlalmanalco es un edificio de carácter europeo, de estilo plateresco en su conjunto,  realizado por manos tlalmanalcas.
Se afirma que la edificación de la capilla abierta de Tlalmanalco comenzó en 1536 y concluyó en 1560. Es considerada la más importante de las 74 existentes en México y le ha dado fama mundial a Tlalmanalco. Actualmente se encuentra bajo la custodia del Departamento de Monumentos Coloniales.

La capilla abierta de Tlalmanalco es un interesante ejemplo de lo que se ha dado en llamar arte Tequitqui (del náhuatl 'vasallo' o mejor "tributario"), término acuñado por José Moreno Villa en 1942, que hace referencia a obras, principalmente escultóricas, de tema cristiano talladas por artesanos indígenas. Aunque actualmente se define como Arte indo-cristianó el cual es un concepto propuesto por Constantino Reyes-Valerio en 1978 en la obra del mismo título.

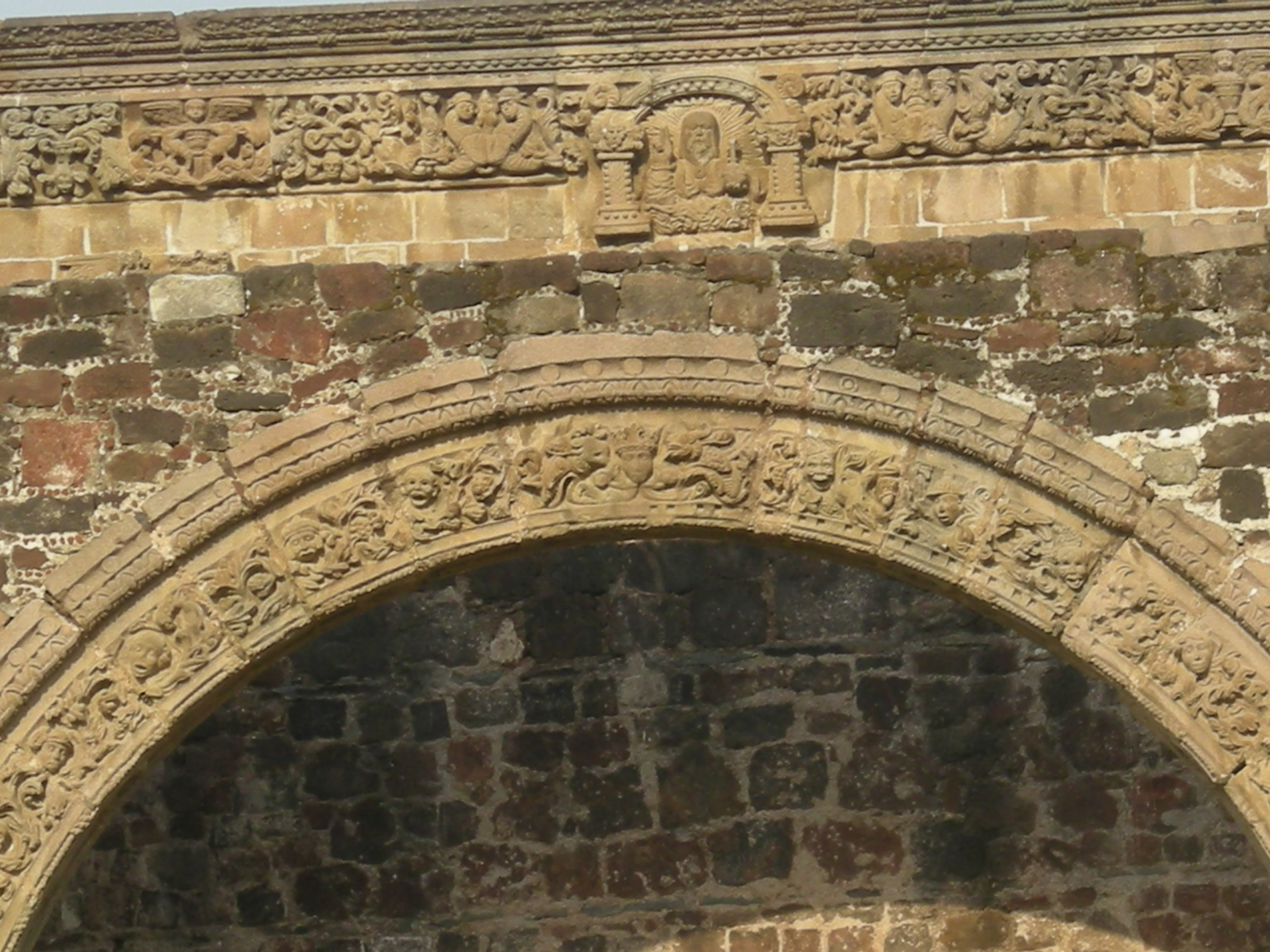
Detalle superior de un arco de la capilla abierta.

Curiel Méndez sostiene que la ornamentación de la Capilla Abierta representa una suerte de danza de la muerte. Su evidencia se basa sobre todo en que los personajes que van tomados de la mano en las decoraciones de la capilla son parecidos a los personajes en las danzas macabras gráficas.
Su interior es de estilo proto renacentista y está decorado con motivos de origen italiano y figuras que parecen tomadas del bestiario indígena.
También merece especial mención el programa iconográfico del claustro, cargado de elementos simbólicos, como los atlantes o el macho cabrío que representa la lujuria. También se conserva un retrato de fray Martín de Valencia, posible autor del conjunto arquitectónico, y de santa Clara, fundadora de la sección femenina de la orden franciscana.

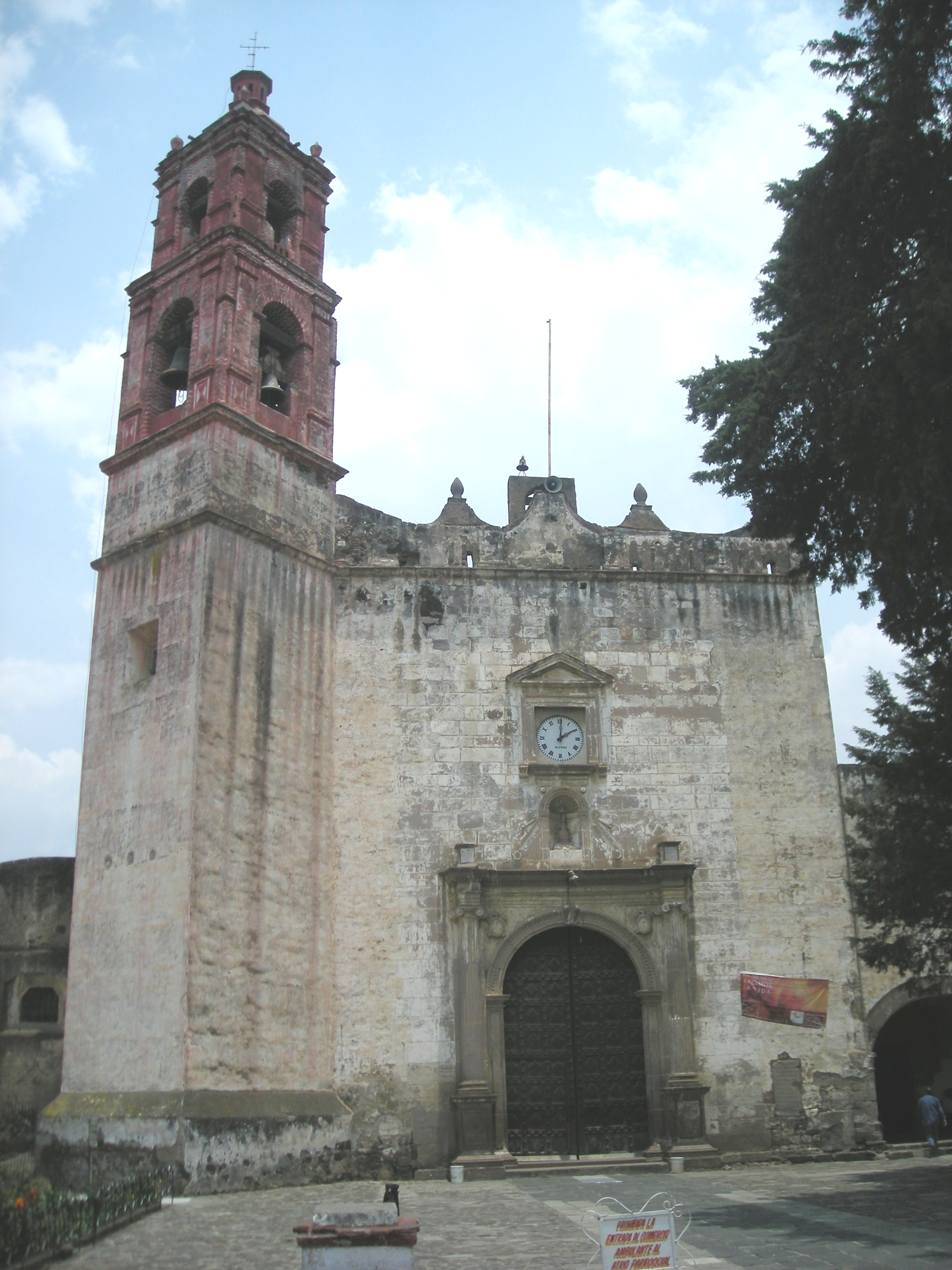
Iglesia de San Luis Obispo (s. XVI) en estilo plateresco.

### Iglesia de San Luis obispo de Tolosa
La iglesia de San Luis Obispo de Tolosa es la más antigua de Latinoamérica. Se terminó de construir en 1532, por los indígenas del lugar al mando del franciscano fray Martín de Valencia, después de ordenar la destrucción de los centros ceremoniales precolombinos y la edificación de iglesias en su lugar.
La construcción del templo fue dedicada a Luis de Tolosa, el obispo predilecto de fray Martín de Valencia; sin embargo, éste no llegó a ver terminada el templo, ya que murió antes de que finalizara la edificación. El 19 de agosto de cada año se celebra a san Luis Obispo de Tolosa en este lugar.

### Museo comunitario Nonohualca

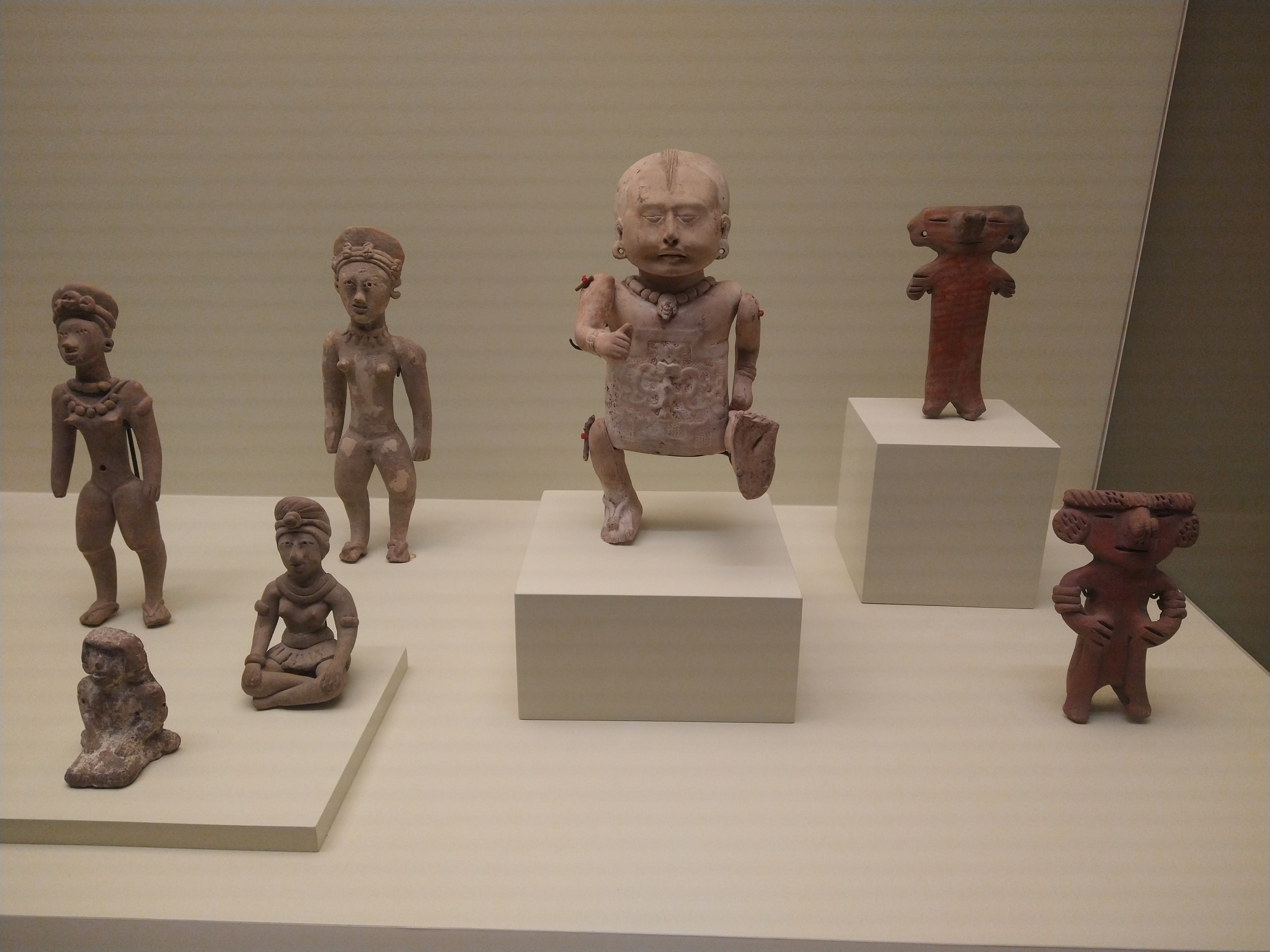
Piezas arqueológicas de piedra Prehispánicas

En el Museo Comunitario Nonohualca Tlalmanalco se exhiben importantes piezas arqueológicas como jarras, vasijas, platos de barro, símbolos para contar, cabezas de piedra, el mapa hidrológico del Valle de México, un molar y una rótula de mamut, así como la réplica de Xochipilli, que significa "príncipe de las flores". 
En la pared frontal del museo se encuentra un mural de Maxwell Montesinos Cruz, que muestra una interpretación de Tezcatlipoca, dios de los nonohualcas, grupo fundador de Tlalmanalco.
El museo está dividido en cuatro secciones que representan los periodos históricos en la región: prehistoria, preclásico, clásico y tardío. Además, cuenta con una explicación sobre los cuatro altépetl, o "señoríos chalcas".

### Antiguo Hospital Betlemita

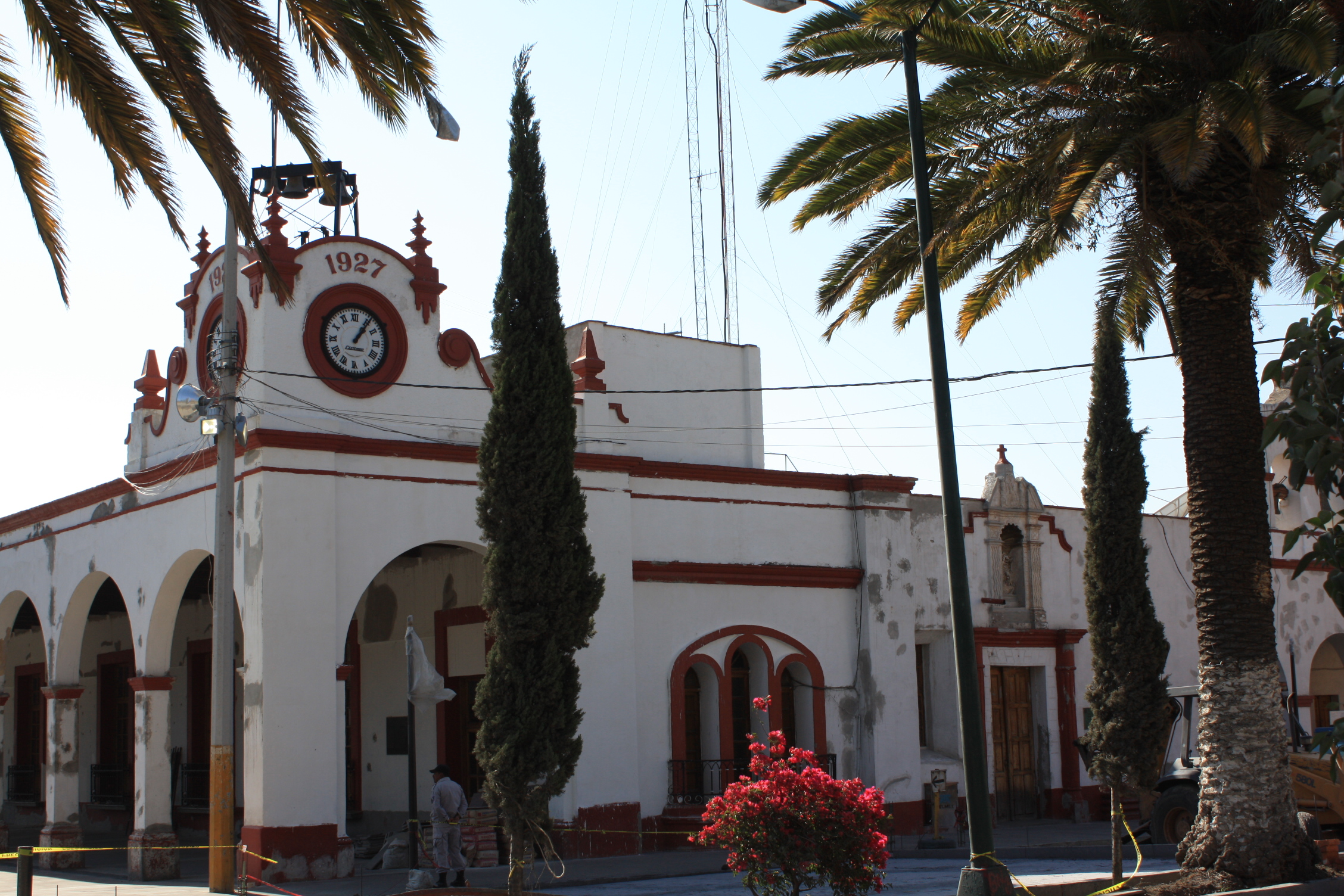
Antiguo Hospital de Betlemitas

El Antiguo Hospital Betlemita, o de Nuestra Señora de Guadalupe, fue el primer hospital de la Orden de Belén y, hasta entonces, el único que tenía abrigo médico. 
Para su construcción, donaron dinero personalidades como el presbítero Miguel Moral Sánchez y doña María de Acebedo. En un inicio, el hospital contaba con una enfermera, 12 camas, una botica y una cocina. Además, los betlemitas establecieron una Escuelita de la Juventud, que no funcionó por falta de maestros.
Actualmente, en este recinto se encuentran el palacio municipal y la Casa de Cultura; un edificio que guarda la historia y la identidad de la noble gente de Tlalmanalco.

### Casa de Cultura Xochipilli

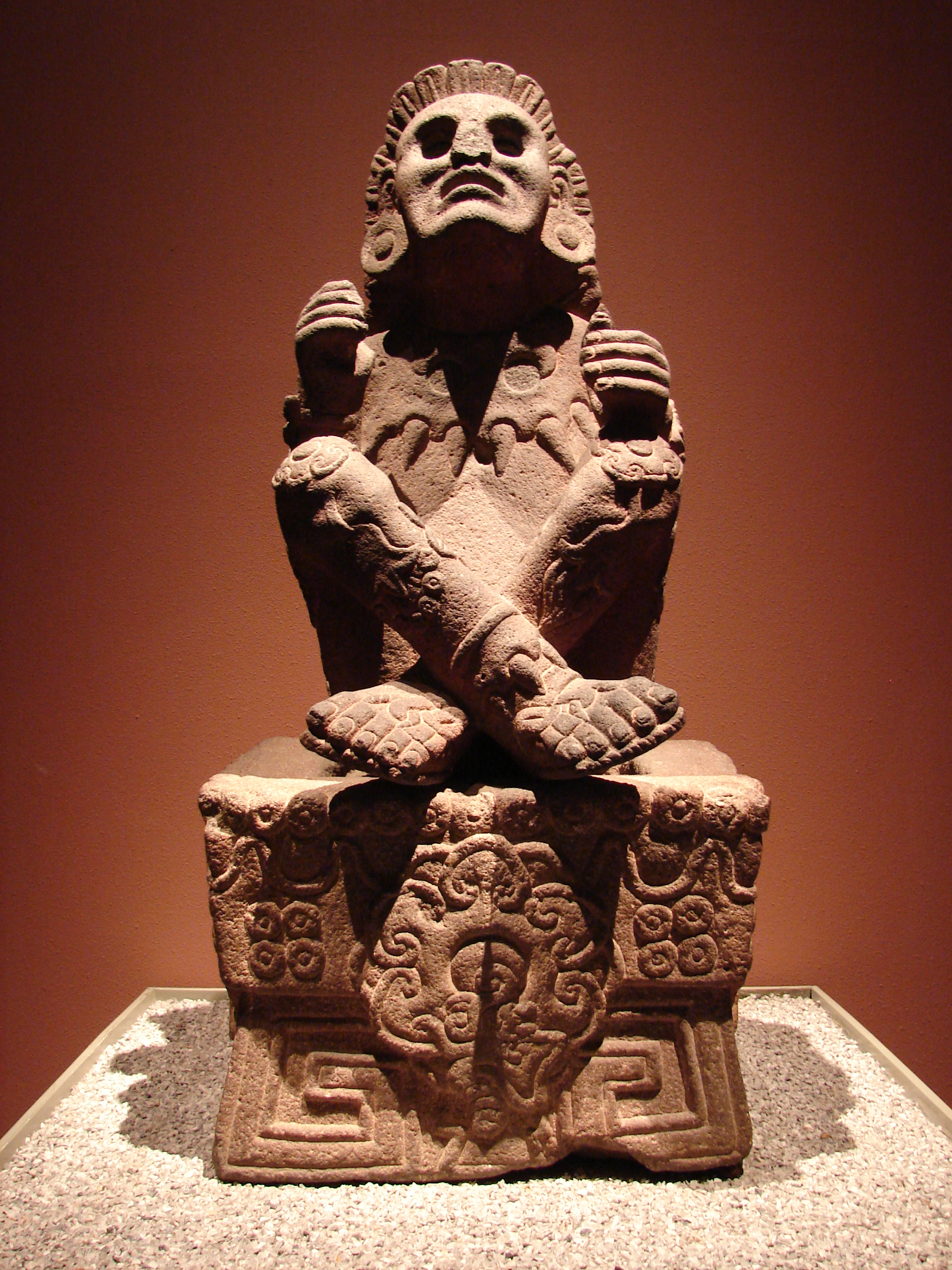
Xochipilli, el Señor de las Flores

La Casa de Cultura Xochipilli es un lugar donde podrás apreciar elementos que forman parte de la identidad de los tlalmanalquenses, pues ofrece una variedad de vestigios hallados en el municipio, entre los que podrás encontrar el monolito de Xochipilli, dios de las flores.
En este recinto se imparten diferentes talleres para la población del municipio; entre los que se encuentran guitarra, danza clásica, pintura en cerámica, danza árabe, dibujo y pintura, además de danza folklórica.

### Ecoturismo

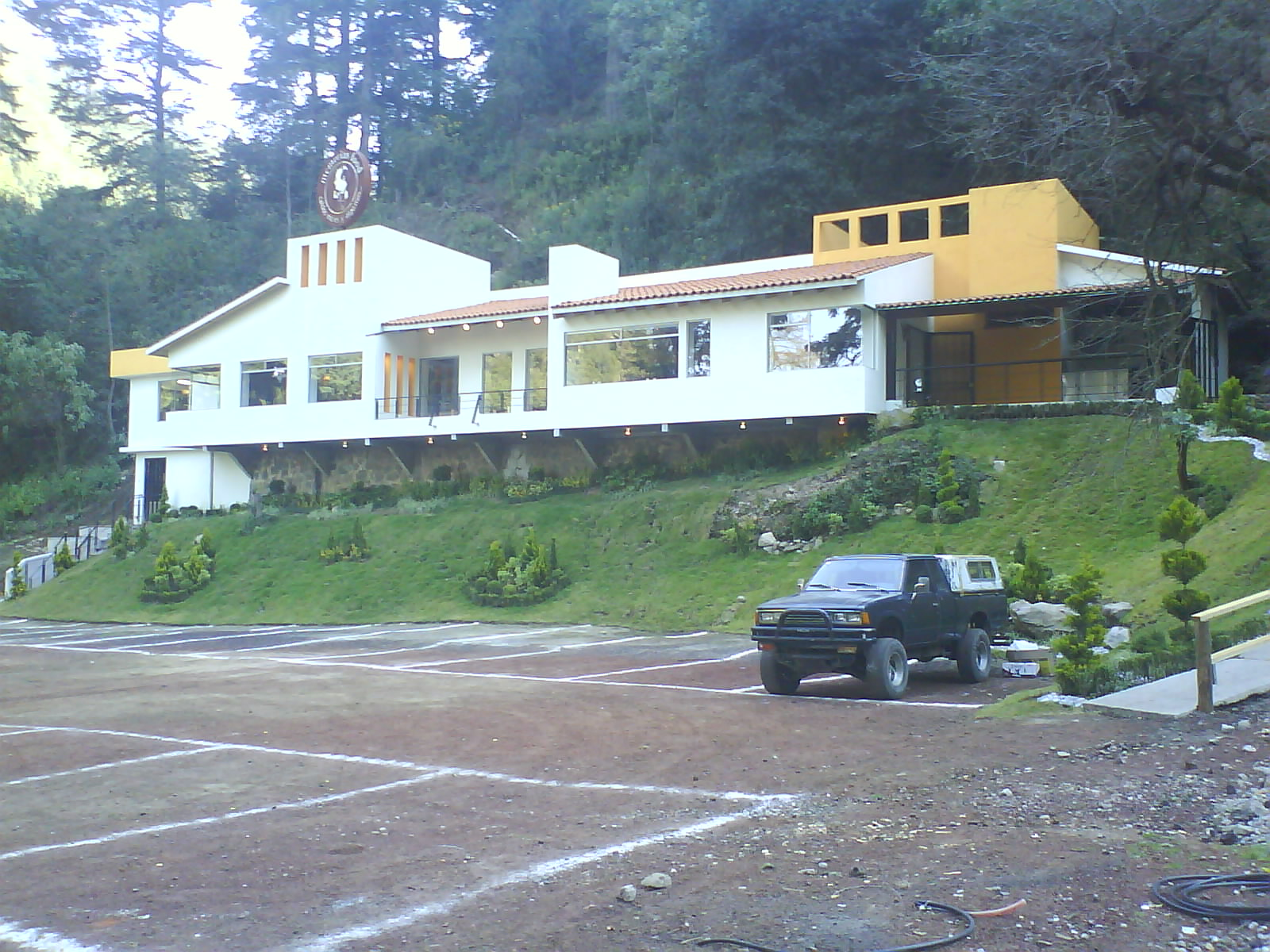
Restaurante del parque ecoturístico Dos Aguas

El ecoturismo es otra de las actividades a realizar dentro de los territorios del municipio pues se puede practicar el senderismo, el alpinismo y el campismo visitando los bosques que rodean al Iztaccíhuatl o alcanzando su cima. Al practicar ecoturismo se pueden observar paisajes naturales dentro de sus bosques, como son los arroyuelos y cascadas que se forman con las aguas del deshielo del Iztaccíhuatl en la delegación de San Rafael.
En días pasados se inauguró el Zócalo en la cabecera municipal, el cual estuvo en remodelación por un año, además de que cuenta con nuevos centros recreativos y parques ecoturísticos para disfrutar del entorno natural.
Actualmente la localidad cuenta con dos hoteles y varios restaurantes.
También para poder disfrutar más sobre la historia de la parroquia abierta, se puede disfrutar de un recorrido sobre ella de lunes a domingo para estudiantes, mientras muestren su identificación es gratis y para las demás personas se les cobra de 30 pesos. 
Los lugares más conocidos son la Cascada de los Diamantes, el parque ecoturístico Dos Aguas y la Cascada Congelada, asimismo existen cabañas las cuales se pueden rentar, tirolesa y restaurante en el cual puedes disfrutar de los alimentos típicos que se preparan en la región y así convivir con la naturaleza.

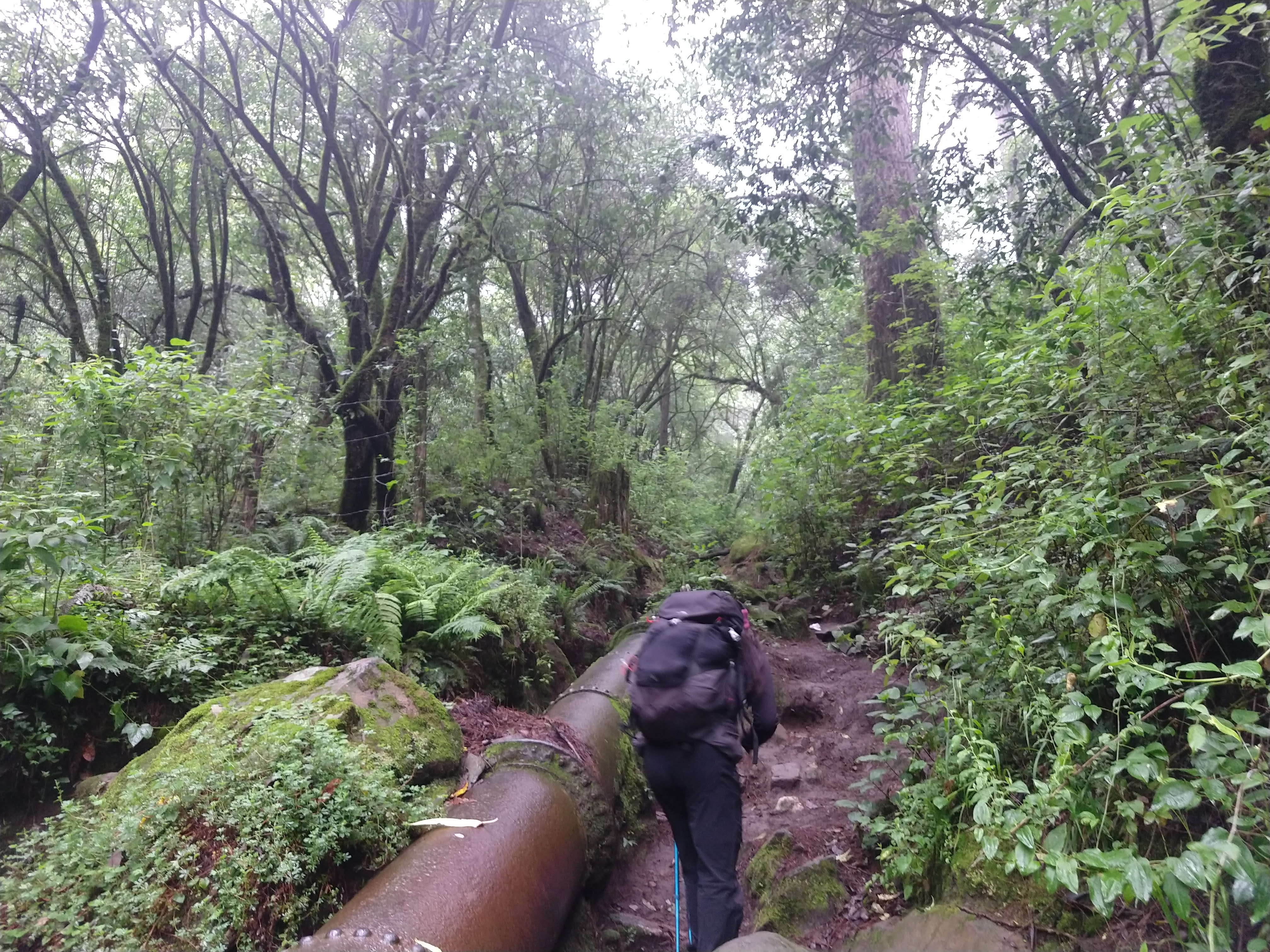
Ecoparque Dos Aguas, Tlalmanalco

### El parque Dos Aguas
Disfruta de una experiencia única en un entorno natural que alberga maravillas naturales y monumentos con gran valor histórico.
La vista panorámica proporcionada por el Iztaccihuátl a toda la región es impresionante, brindando una perspectiva más cercana que permite apreciar el entorno de una manera única.

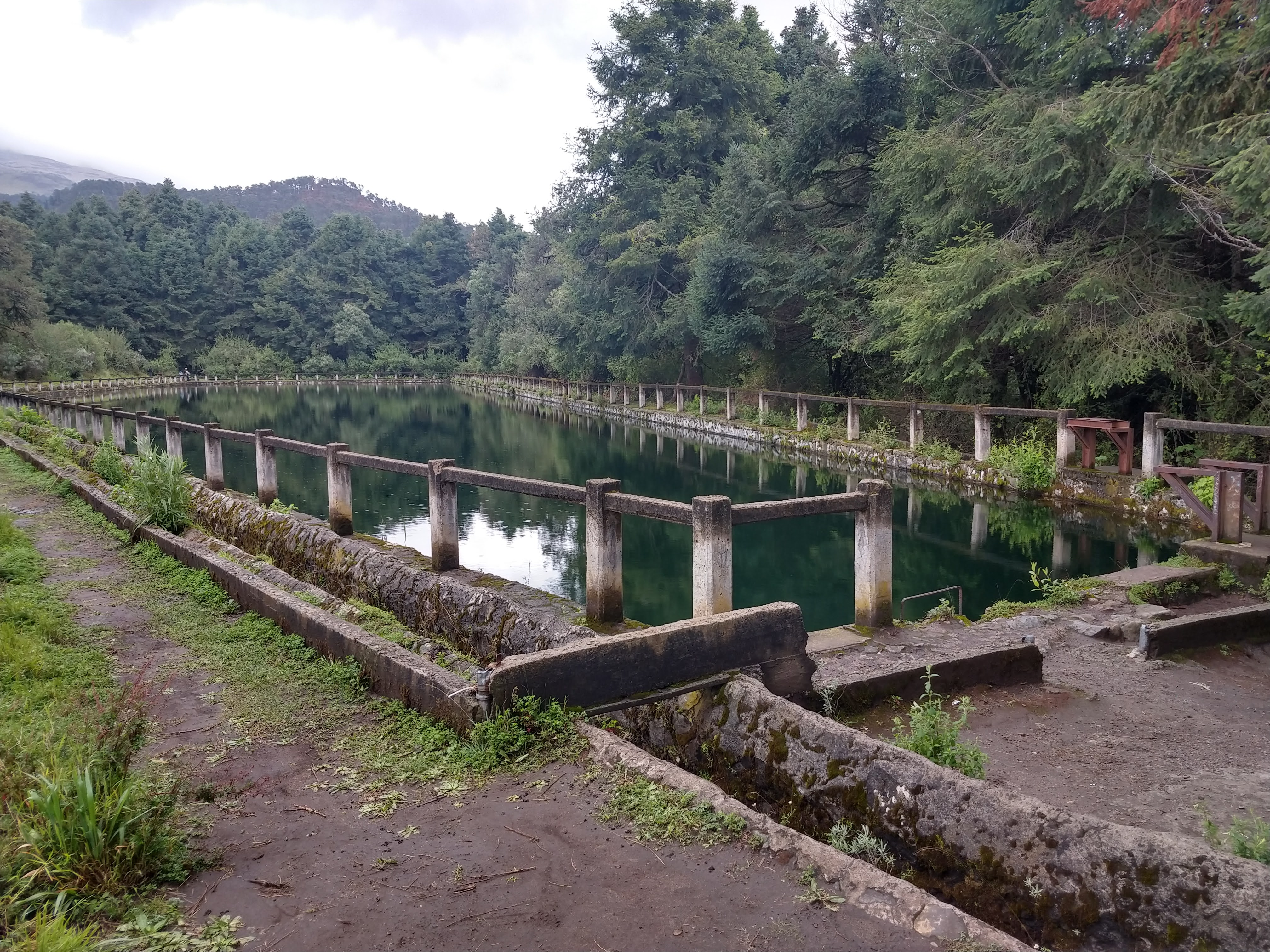
Parque Dos Aguas

El parque Dos Aguas ofrece una variedad de actividades emocionantes, como la Ruta de las Cascadas, circuito extremo, camping, Tirolesa, bungee, rápel, avistamiento de luciérnagas (disponible de junio a agosto), senderismo y renta de cabañas.

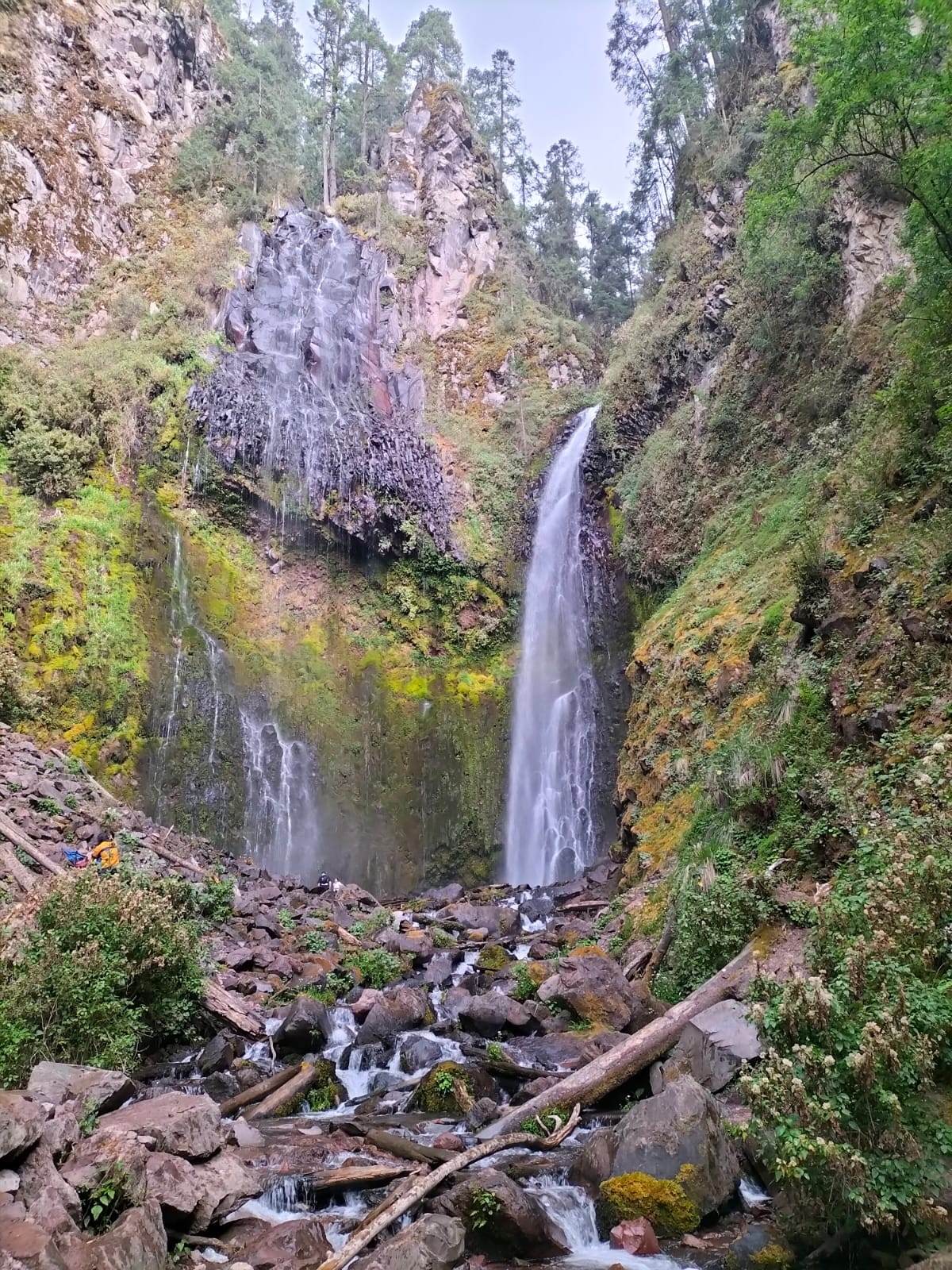
Cascadas Dos Aguas

Las Cascadas son un verdadero tesoro natural, con el agua del deshielo de la "mujer dormida o mujer blanca" que fluye en cascadas cristalinas. Destaca la cascada congelada, la más alta del país a unos 4,000 metros sobre el nivel del mar, así como la cascada Los Diamantes, una de las tres más grandes del estado con una caída de 110 metros, nombrada por las formaciones rocosas que, con la luz del sol, parecen brillar como diamantes.
El parque es perfecto para las familias, con actividades y áreas específicas para niños. Sin embargo, si tu interés es explorar las cascadas, cuevas y la laguna, es recomendable estar preparado con ropa adecuada para cambios de clima, calzado antideslizante y tener cierta condición física para superar algunas pendientes con cuerdas. Se aconseja contar con la guía de un lugareño, quien no solo conoce los caminos, sino que también comparte historias del lugar para hacer el recorrido más agradable y proporciona apoyo para garantizar una experiencia segura. 
La tarifa de admisión regular es de 50 pesos por individuo. Los niños de 3 a 7 años y los adultos con discapacidad ingresan de manera gratuita. Los adultos mayores con credencial del INAPAM disfrutan de un descuento del 50%.
En cuanto a las cabañas, el costo es por noche y fluctúa según su tamaño: la cabaña grande, diseñada para 10 personas, tiene un precio de 1,500 pesos; la cabaña mediana, ideal para 6 personas, tiene un costo de 1,200 pesos; y la cabaña pequeña, diseñada para dos personas, tiene un costo de 700 pesos. 

### Rancho "La mesa"

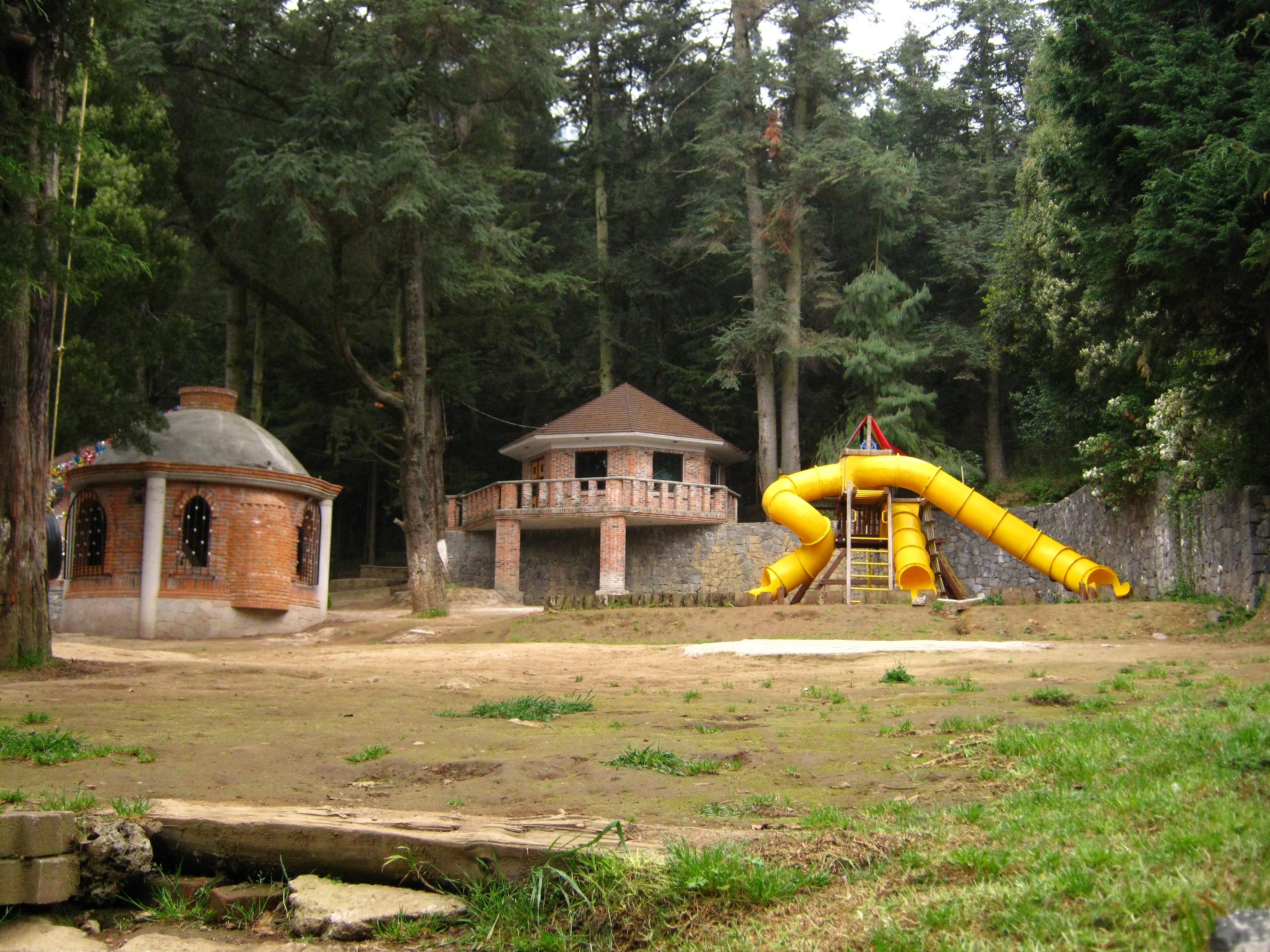
Parque Ecoturístico "Rancho la mesa"

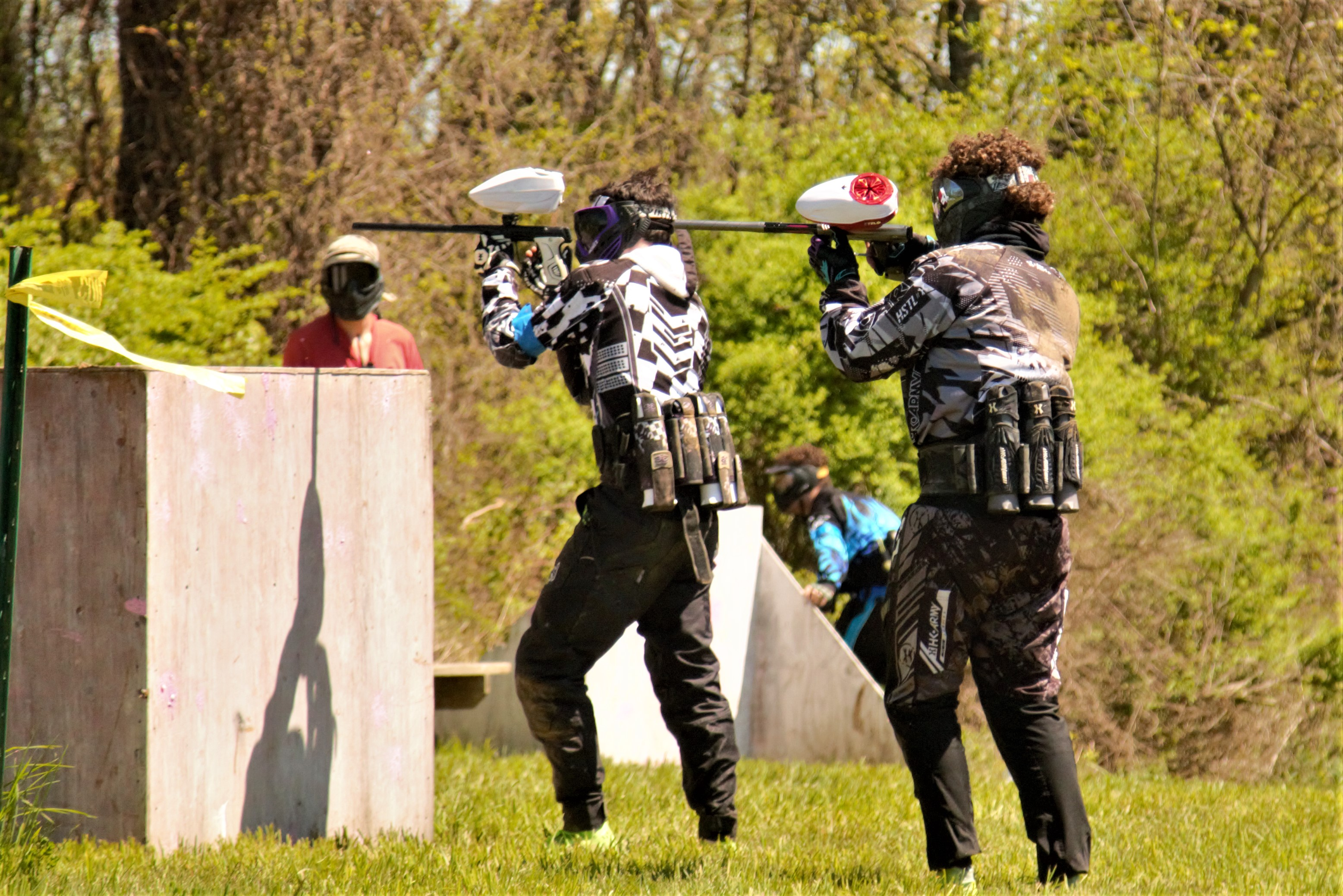
Espacio para jugar Gotcha

Este parque ecoturístico, estratégicamente ubicado entre Amecameca y Tlalmanalco, se erige como una joya para aquellos que buscan disfrutar de unos días excepcionales a escasa distancia de la Ciudad de México. Ofreciendo una vivencia completa, el lugar cuenta con un rústico restaurante que sirve auténtica gastronomía local, amplias áreas verdes, un vivero y espacios destinados al juego de gotcha. Además, presenta atractivos como una granja didáctica para niños, áreas de asadores, lugares para acampar, cómodas cabañas, canchas de fútbol y una impresionante vista panorámica de los volcanes.
La ambientación rústica del parque contribuye a crear una atmósfera acogedora, que invita al confort de un rancho amigable. Aquí, se destaca por un servicio de alta calidad y una atención personalizada. Los visitantes tienen la oportunidad de degustar el licor de agave con denominación de origen, y en ocasiones, disfrutar de pulque, todo ello en las proximidades de Tlalmanalco. La experiencia de pernoctar bajo las estrellas se complementa con la seguridad y comodidad de las opciones de alojamiento, que incluyen cabañas para dos, cuatro o seis personas, así como la posibilidad de hospedarse en la casa principal para grupos numerosos, con capacidad de hasta 24 personas.
Adicionalmente, el parque ofrece alternativas gastronómicas en su cafetería, pero la vivencia completa se materializa en "El cenador", un restaurante que presenta platillos tradicionales con un toque casero. Desde pizzas hasta molcajetes y taquitos de carne enchilada, la oferta culinaria satisface diversos paladares. A lo largo del año, se planifican múltiples actividades, desde la observación de luciérnagas en junio hasta la exploración de hongos y cascadas en septiembre, así como la apreciación del pulque durante la temporada invernal. Las opciones de entretenimiento, que incluyen senderismo, gotcha, cuatrimotos y la interacción con animales de granja, están disponibles durante todas las estaciones, y el equipo se distingue por brindar una atención cálida y acogedora. 

## Personas destacadas
- Fray Martín de Valencia, encabezó la evangelización cristiana en México al frente de los 12 frailes franciscanos. Murió en Santa Catarina Ayotzingo y fue sepultado en la iglesia de Tlalmanalco en marzo de 1534.
- Fray Juan de Rivas, fundador del pueblo español de Tlalmanalco en 1525. Llegó con fray Martín de Valencia de España y fue el constructor de la iglesia primitiva de Tlalmanalco, la cual abrió sus puertas en 1532.
- Francisco M. Zubillaga, autor de Cumbres de México, novela cuyos episodios ocurren en Tlalmanalco, lugar de residencia de este personaje, muerto a los 80 años en la década de los ochenta.[8]

## Tradiciones
San Lorenzo Tlalmimilolpan, es una de las pequeñas localidades de Tlalmanalco en el cual se celebra año con año al Cristo Tlalmimilolpan, esta imagen es venerada por las localidades cercanas del pueblo entre ellas Tlapala, Miraflores, San Pedro, San Rafael, Huexoculco. Durante esta fiesta la imagen es trasladada ocho días antes de su celebración a Tlalmanalco, ya que es una tradición de ante pasados que inculcaron, se cuenta que esta imagen la encontraron vecinos de Huexoculco, Tlalmanalco y San Lorenzo, en común acuerdo permitieron que la imagen debía ser compartida antes de la fiesta de Pentecostés, es acompañada por el pueblo y la despiden adornando sus calles principales con arreglos florales, tapetes de aserrín vistosos, música de banda y mariachis. A su llegada la gente lo recibe con avenidas decoradas hasta la iglesia de San Luis Obispo, realizan misa de acción de gracias, quema de castillos y juegos pirotécnicos, demostrando de esta manera su gratitud por las bendiciones recibidas por agua y la fertilidad del maíz. Permanece los ocho días para ser regresado a su santuario para festejar la fiesta del pueblo para recorrer cada rincón del mismo.
La feria de Tlalmanalco es una de las festividades más importantes de la región y se celebra anualmente en mayo. La feria incluye una gran variedad de eventos como teatro del pueblo, espectáculos de comedia, jaripeo, baile, juegos mecánicos, zona comercial, artesanal y gastronómica, así como diversos eventos deportivos y culturales 12. Algunos de los eventos que se han presentado en la feria en años anteriores incluyen:
- Conciertos de música regional mexicana: La feria ha presentado a artistas como Toño Lizárraga, Arturo Jaimes y Los Cantantes, Rancho El Trébol, y Banda TR.
- Espectáculos de comedia: La feria ha presentado a comediantes como Chuponcito.
- Jaripeo: La feria ha presentado a jinetes y toros de renombre en el mundo del jaripeo.
- Eventos deportivos: La feria ha presentado eventos deportivos como carreras de caballos y peleas de gallos. [16]

### Calendario de festividades
- 16 al 22 de mayo  Fiesta de San Lorenzo
- 13 de junio           Fiesta de San Antonio
- 24 de junio           Fiesta de San Juan
- 19 de agosto       Fiesta de la cabecera municipal
- 24 de octubre      Fiesta de San Rafael [17]

### Gastronomía

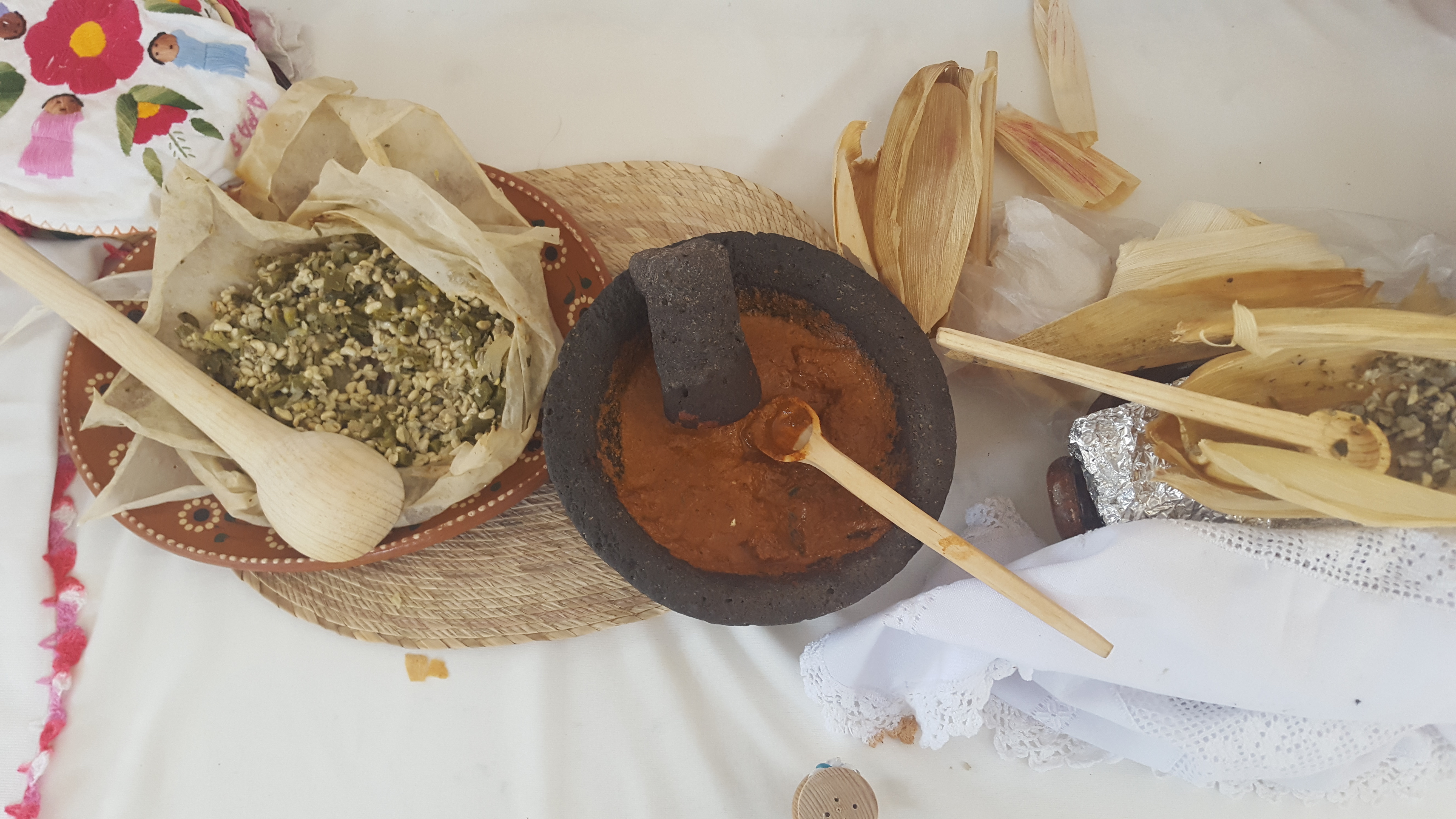
Mixiotes de pollo y carnero

La culinaria de Tlalmanalco destaca por su abundancia y diversidad. En los restaurantes locales, puedes encontrar una amplia variedad de platillos, como mixiotes de pollo y carnero, tlacoyos, cecina de Yecapixtla, mole verde con pollo o cerdo, tamales de capulín y elote, mole con guajolote, carne de puerco en chile mulato, y, en temporada, chiles en nogada, entre otros. 